# Amaya Cardeñoso
Amaya Cardeñoso Durantez (Valladolid, 13 de febrero de 1976) es una ex gimnasta rítmica española que fue componente de la selección nacional de gimnasia rítmica de España en modalidad individual. Participó en 3 Mundiales y 1 Europeo, siendo su mejor posición en la general el 11.º puesto en el Mundial de París (1994), además de haber sido 4.ª por equipos y 5.ª en la final de cuerda en el Mundial de Alicante (1993). Tras su retirada fue bailarina y actualmente es entrenadora del club CGR San Antonio en Ibiza.

## Biografía deportiva

### Inicios
En sus inicios fue entrenada por la exgimnasta de la selección nacional Virginia Manzanera en la E.T.G. de Valladolid. Para 1990 fue bronce en categoría juvenil en el Campeonato de España Individual de Palencia, y 8.ª en la final de la I Copa de España en Alicante.

### Etapa en la selección nacional
Para 1991 fue escogida por Emilia Boneva para entrar en la selección nacional en modalidad individual, entrenando desde entonces en el Gimnasio Moscardó de Madrid. Ese mismo año fue 7.ª en categoría de honor en el Campeonato de España Individual, celebrado en Torrevieja.

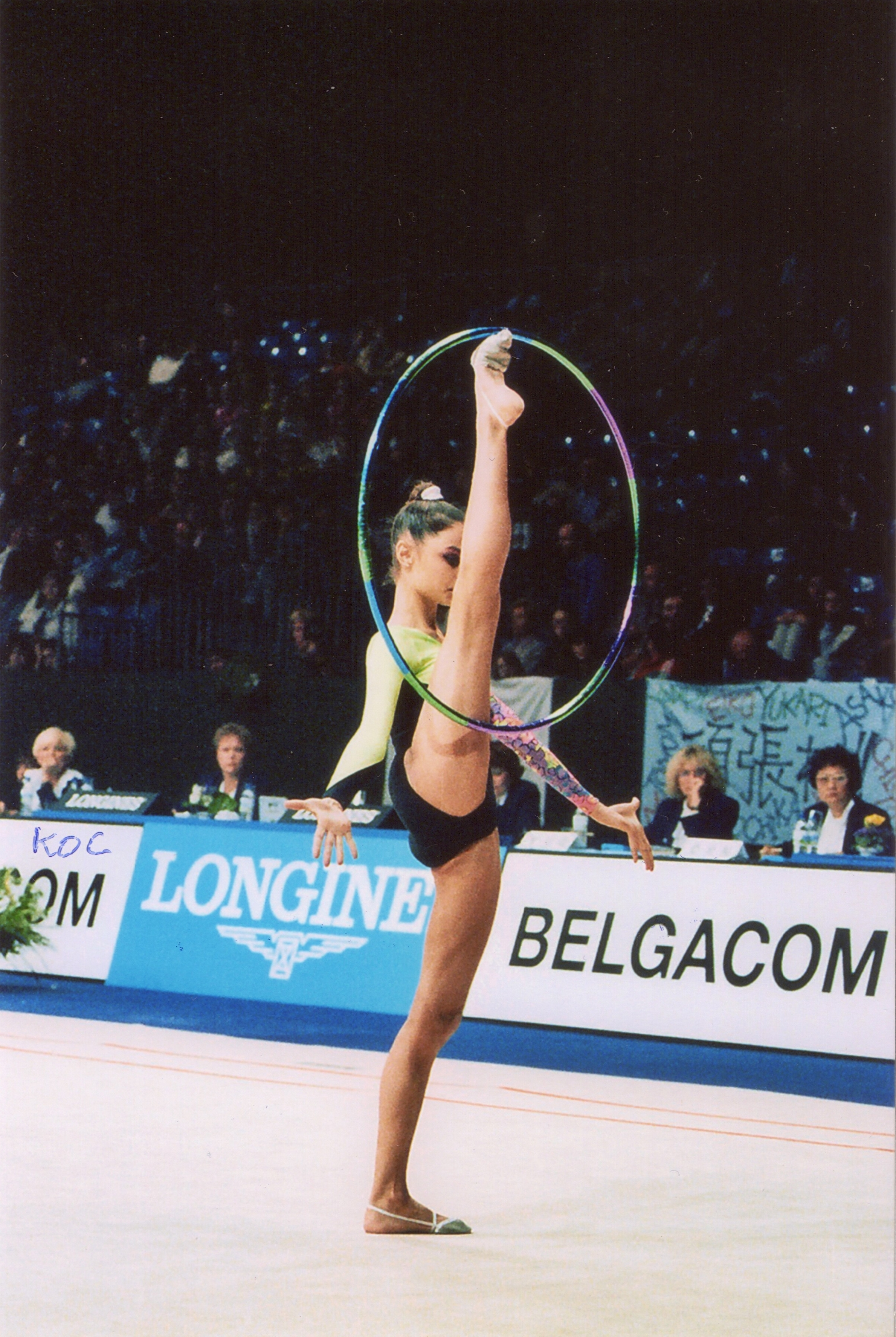
Cardeñoso durante un equilibrio en su ejercicio de aro en el Mundial de Bruselas (1992).

Para abril de 1992 logró la 8.ª plaza en la general del torneo Cassa de Risparmio, y posteriormente fue 7.ª en categoría de honor en el Campeonato de España Individual, celebrado en San Sebastián. Ya en noviembre de 1992 fue 8.ª en la Alfred Vogel Cup de Deventer. Ese mismo mes, tras una lesión de Carolina Pascual, realizó su debut mundialista en el Campeonato Mundial de Bruselas, donde logró la 19.ª plaza en la general.
Para mayo de 1993 fue 7.ª en la general del Torneo Internacional Ciudad de Alicante. Ese mismo año fue 5.ª en categoría de honor en el Campeonato de España Individual, celebrado en Valladolid, siendo superada por Carmen Acedo, Noelia Fernández, Carolina Pascual y Susana Gómez. En noviembre de 1993, acudió al Campeonato Mundial de Alicante, donde fue 4.ª en la competición por equipos junto a Carmen Acedo, Rosabel Espinosa y Carolina Pascual. Actuó únicamente con el ejercicio de cuerda, acabando en el puesto 118 de la clasificación general, y logró la 5.ª plaza en la final de cuerda empatada con su compañera Rosabel Espinosa y con Magdalena Brzeska.
En mayo de 1994 fue 5.ª en la general del torneo Julieta Shishmanova, y 13.ª en la general y 8.ª por equipos en el torneo de Corbeil-Essonnes. Ese mismo mes participó en el Campeonato de Europa de Tesalónica, clasificándose en el puesto 14.º en el concurso general individual y 6.º en la final de cuerda. En un torneo en Japón fue 9.ª en la general. Ese mismo año consiguió la medalla de bronce en la categoría de honor en el Campeonato de España Individual «A», celebrado en Valladolid. El 2 de agosto de 1994, en los Goodwill Games de San Petersburgo obtuvo la 4.ª plaza en la clasificación general y la plata en la final de cinta. En la Austria Cup de ese año fue 4.ª en la general y oro en las finales de aro, pelotas, mazas y cinta. En octubre de 1994 participó en el Campeonato Mundial de París, donde ocupó la 11.ª plaza en la general, siendo la mejor gimnasta española clasificada.

### Retirada de la gimnasia
Tras su retirada entrenó al Club de Gimnasia Calpe de Calpe (Alicante), y posteriormente se trasladó a Ibiza, donde trabajó como bailarina gogó. Desde 2010 entrenó al Club Tanit de Ibiza. Actualmente es entrenadora en el club CGR San Antonio de San Antonio Abad (Ibiza), club que creó y que preside. Una gimnasta suya, Leonor Urruty-Etchepare, se proclamó en 2018 campeona de la Copa de España Base en categoría benjamín, y varias de sus gimnastas están seleccionadas para formar parte del programa de tecnificación y seguimiento de la Federación de Gimnasia de las Islas Baleares.

## Legado e influencia
Su compañera en la selección nacional, Montse Martín, hablaba así en 2018 sobre las características como gimnasta que le atribuía: 

«Gimnasta con unas condiciones espectaculares para la gimnasia rítmica [...] llamaba la atención de los técnicos extranjeros en todas las competiciones internacionales. Su giro en dorsal, todo una revolución en su época, dejaba perplejos a espectadores y técnicos».

## Equipamientos
| Período     | Proveedor  |
| ----------- | ---------- |
| 1991 - 1993 | Arena      |
| 1993        | John Smith |

## Música de los ejercicios
| Año         | Aparatos | Música |
| ----------- | -------- | --- |
| 1991        | Cuerda   | «Alfarero» de Manolo Sanlúcar. |
| 1991        | Mazas    | «Music» de John Miles. |
| 1992        | Aro      | «Sir Guy of Gisborne» y «Overture», temas pertenecientes a la banda sonora de la película Robin Hood: príncipe de los ladrones de Kevin Reynolds, compuesta por Michael Kamen.                         |
| 1993 - 1994 | Cuerda   | «Our Gang Goes to Cyberdine», «Trust Me» y «John & Dyson into Vault», temas pertenecientes a la banda sonora de la película Terminator 2: el juicio final de James Cameron, compuesta por Brad Fiedel. |
| 1994        | Aro      | «Final Analysis Front Titles», «The Bay Marina» y «The Switch», temas de la banda sonora de la película Análisis final de Phil Joanou, compuesta por George Fenton.                                    |
| 1994        | Cinta    | «Furia española». |
| 1994        | Mazas    | «Vampire Hunters» y «The Brides», temas pertenecientes a la banda sonora de la película Drácula, de Bram Stoker de Francis Ford Coppola, compuesta por Wojciech Kilar.                                 |

## Palmarés deportivo

### Selección española
| 1992 - Torneo Cassa di Risparmio 8.º puesto en concurso general - Alfred Vogel Cup 8.º puesto en concurso general - Campeonato del Mundo de Bruselas 19.º puesto en concurso general 1993 - Torneo Ciudad de Alicante 7.º puesto en concurso general - Campeonato del Mundo de Alicante 4.º puesto por equipos 118.º puesto en concurso general* 5.º puesto en cuerda 1994 - Torneo Julieta Shishmanova 5.º puesto en concurso general - Torneo de Corbeil-Essonnes 8.º puesto por equipos 13.º puesto en concurso general | 1994 (continuación) - Campeonato de Europa de Tesalónica 14.º puesto en concurso general 6.º puesto en cuerda - Torneo en Japón 9.º puesto en concurso general - Goodwill Games de San Petersburgo 4.º puesto en concurso general Plata en cinta - Austria Cup 4.º puesto en concurso general Oro en aro Oro en pelota Oro en mazas Oro en cinta - Campeonato del Mundo de París 11.º puesto en concurso general |

*Realizó únicamente el ejercicio de cuerda y no los cuatro

## Galería

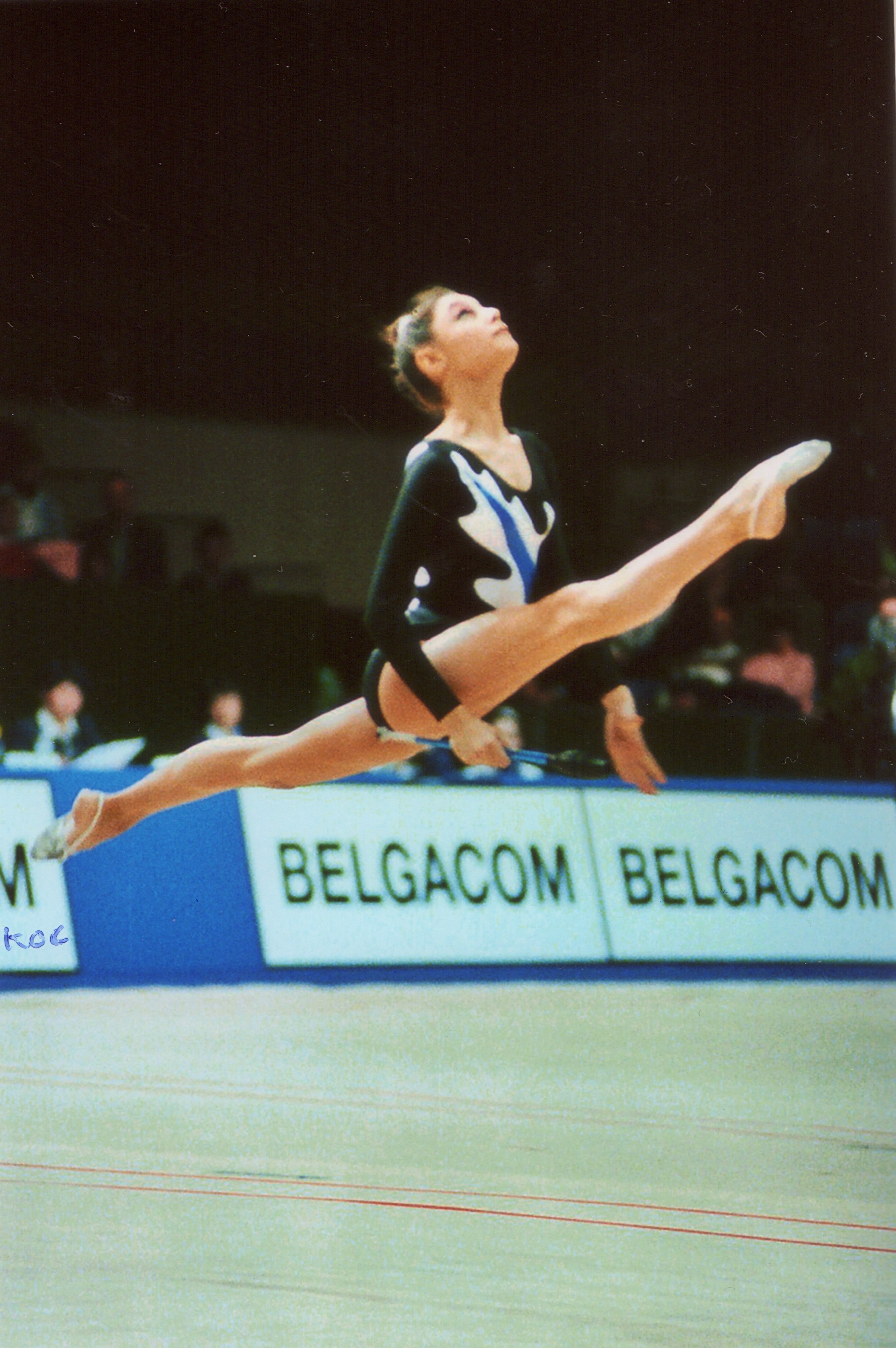
Amaya durante su ejercicio de mazas en el Mundial de Bruselas (1992).
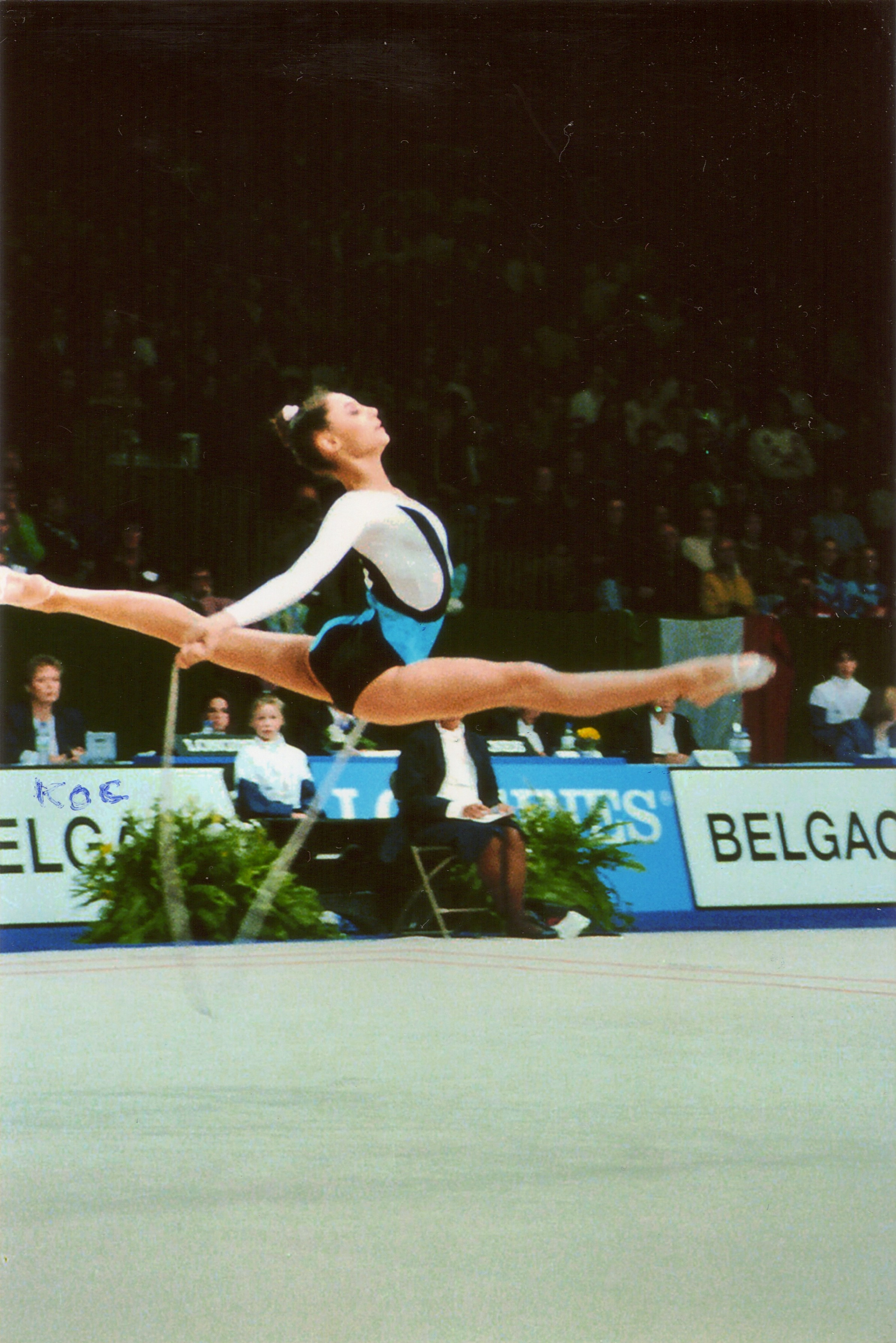
Cardeñoso con la cuerda en el mismo Mundial.
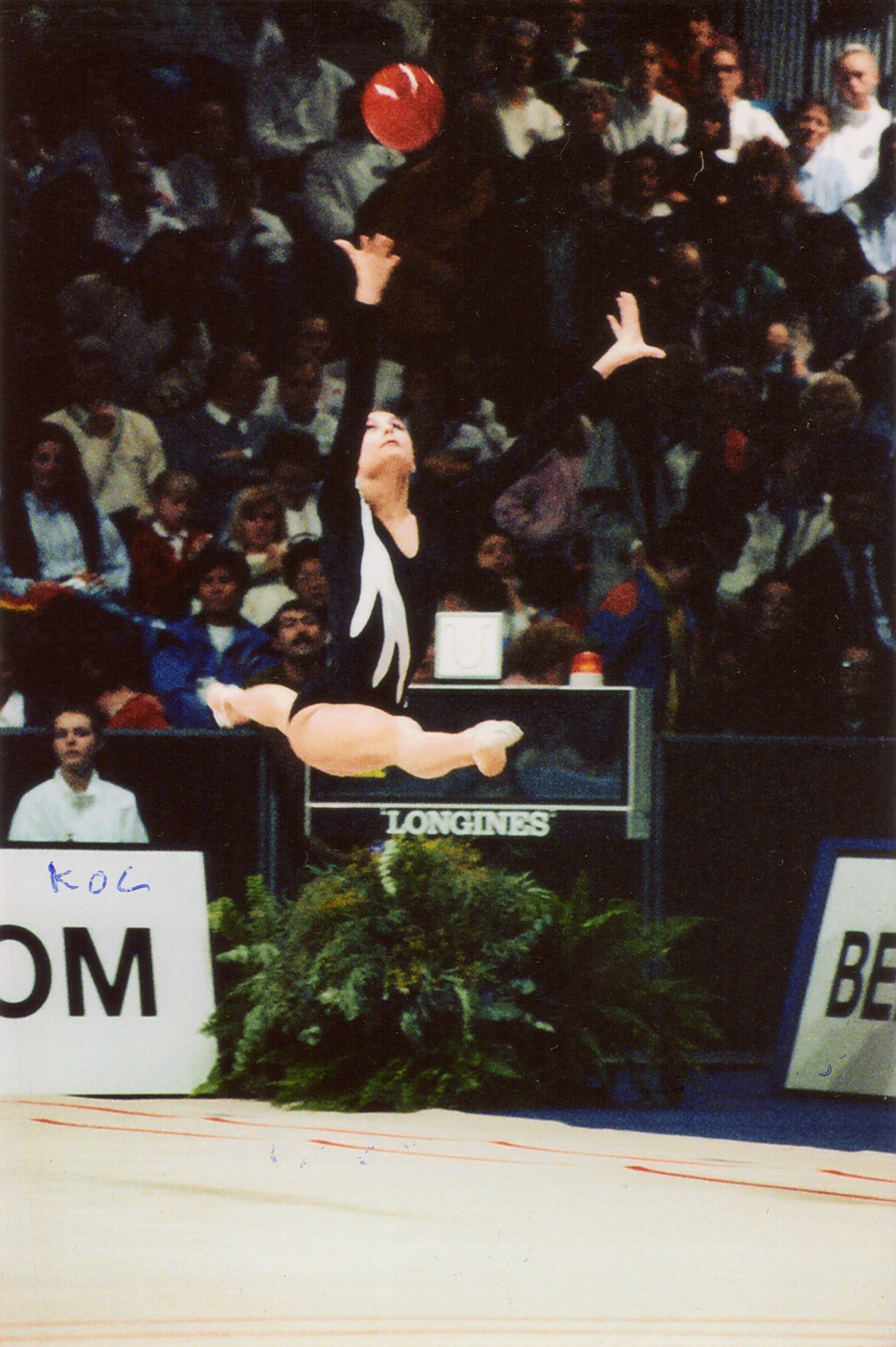
Ejercicio de pelota en Bruselas, su debut mundialista.